# Що тебе не вбиває
«Що тебе не вбиває» (англ. What Doesn't Kill You) — американська кримінальна драма режисера Браяна Ґудмена, що вийшла 2008 року. У головних ролях Марк Раффало й Ітан Гоук.
Сценаристами виступили Браян Ґудмен, Пол Т. Мюррей, Донні Волберг, а продюсерами — Марк Фрідман, Род Лурі, і Боб Ярі. Вперше фільм продемонстрували 10 вересня 2008 року на міжнародному кінофестивалі у Торонто. В Україні у кінопрокаті фільм не демонструвався.

## Сюжет
| Брайан і Полі — двоє найкращих друзів, які виросли в неблагополучних сім'ях і прожили все життя в кримінальному районі. Ще з дитинства вони почали промишляти дрібними крадіжками, а подорослішавши стали займатися збройними грабежами. Друзі завжди мріяли працювати на самих себе, але їм доводилося виконувати доручення більш авторитетних кримінальних осіб. Вони здійснили не один злочин, але після чергового нальоту їх все-таки заарештувала поліція, і кожен отримав по п'ять років тюремного ув'язнення. Вийшовши на свободу, вони повинні були вибрати як їм жити далі. Оскільки у Брайана була сім'я: любляча дружина і двоє дітей, він вирішує зав'язати з кримінальним минулим. Однак Полі, вільний від будь-яких зобов'язань, підбиває свого друга на останню справу, після якої той зможе почати спокійне щасливе життя.[7] |

## У ролях
| Актор          | Персонаж                             | Роль |
| -------------- | ------------------------------------ | ---- |
| Марк Раффало   | Брайан Рейлі англ. Brian Reilly      |      |
| Ітан Гоук      | Полі Макдуґлан англ. Paulie McDougan |      |
| Аманда Піт     | Стейсі Рейлі англ. Stacy Reilly      |      |
| Вілл Лайман    | Саллі англ. Sully                    |      |
| Браян Ґудмен   | Пет Келлі англ. Pat Kelly            |      |
| Донні Волберг  | детектив Моран англ. Detective Moran |      |
| Ліндсі Маккеон | Ніколь англ. Nicole                  |      |

## Сприйняття

### Критика
Фільм отримав змішані відгуки: Rotten Tomatoes дав оцінку 65% на основі 34 відгуків від критиків (середня оцінка 6.0/10) і 46% від глядачів із середньою оцінкою 3,1/5 (7,108 голосів). Загалом на сайті фільм має позитивний рейтинг, фільму зарахований «стиглий помідор» від кінокритиків і «розсипаний попкорн» від глядачів, Internet Movie Database — 6,7/10 (8,784 голосів), Metacritic — 71/100 (10 відгуків критиків) і 5,5/10 від глядачів (14 голосів). Загалом на цьому ресурсі і від критиків, і від глядачів, фільм отримав позитивні відгуки.

### Нагороди і номінації[11]
| Рік  | Нагорода        | Категорія                                    | Номінант     | Результат |
| ---- | --------------- | -------------------------------------------- | ------------ | --------- |
| 2008 | Satellite Award | Найкраща чоловіча роль у драматичному фільмі | Марк Раффало | Номінація |

### Виноски
1. 1 2 3  What Doesn't Kill You: Release Info (англ.). Internet Movie Database. Архів оригіналу за 20 травня 2015. Процитовано 2 листопада 2014.
2. ↑  What Doesn't Kill You (англ.). Box Office Mojo. Архів оригіналу за 2 листопада 2014. Процитовано 2 листопада 2014.
3. ↑  What Doesn't Kill You (англ.). The Numbers. Архів оригіналу за 6 листопада 2014. Процитовано 2 листопада 2014.
4. ↑  What Doesn't Kill You (англ.). AllMovie. Архів оригіналу за 14 жовтня 2013. Процитовано 2 листопада 2014.
5. ↑  What Doesn't Kill You: Full Cast & Crew (англ.). Internet Movie Database. Архів оригіналу за 20 травня 2015. Процитовано 2 листопада 2014.
6. ↑  Что тебя не убивает. Премьеры (рос.). КиноПоиск. Архів оригіналу за 2 листопада 2014. Процитовано 2 листопада 2014.
7. ↑  Що тебе не вбиває (рос.). Aburmu4.TV. Архів оригіналу за 2 листопада 2014. Процитовано 2 листопада 2014. [Архівовано 2 листопада 2014 у Wayback Machine.]
8. ↑  What Doesn't Kill You (англ.). Rotten Tomatoes. Архів оригіналу за 4 жовтня 2014. Процитовано 2 листопада 2014.
9. ↑  What Doesn't Kill You (англ.). Internet Movie Database. Архів оригіналу за 14 грудня 2014. Процитовано 2 листопада 2014.
10. ↑  What Doesn't Kill You (англ.). Metacritic. Архів оригіналу за 3 березня 2012. Процитовано 2 листопада 2014.
11. ↑  We Bought a Zoo: Awards (англ.). Internet Movie Database. Архів оригіналу за 3 вересня 2014. Процитовано 18 жовтня 2014.